# Gora Varsanof'evoj
Gora Varsanof'evoj är ett berg i Antarktis. Det ligger i Östantarktis. Australien gör anspråk på området. Toppen på Gora Varsanof'evoj är 611 meter över havet.
Terrängen runt Gora Varsanof'evoj är kuperad norrut, men söderut är den platt. Terrängen runt Gora Varsanof'evoj sluttar österut.  Trakten är obefolkad. Det finns inga samhällen i närheten.